# Pierre-Martial Cibot
Pierre-Martial Cibot (Limoges, 1727. augusztus 14. – Peking, 1780. augusztus 8.) francia jezsuita hittérítő, sinológus. (Kínai neve pinjin átírásban: Hán Guóyīng; magyar népszerű: Han Kuo-jing; hagyományos kínai: 韓國英; egyszerűsített kínai: 韩国英.)

## Élete és munkássága
Cibot 1743. november 7-én csatlakozott a jezsuita rendhez. 1758. július 25-én érkezett Makaóra, majd 1760. június 6-án foglalta el végső állomáshelyét Pekingben. A hittérítő tevékenység mellett Cibo történelmi és tudományos tanulmányokat folytatott. Szerénysége okán számos írásán még a nevét sem tüntette fel. Stílusa meglehetősen körülményes, terjengős, így munkái értékét elsősorban a témák változatossága és a megörökített információk adják. Sok korabeli jezsuitához hasonlóan ő is a figurizmus képviselője volt, vagyis írásaiban a keresztény és bibliai kapcsolatokat igyekezett kimutatni a klasszikus kínai művekben.

## Munkái
- Pierre-Martial Cibot, Lettre de Pékin sur le génie de la langue chinoise et la nature de leur écriture symbolique, comparée avec celle des anciens Égyptiens, Bruxelles, J. L. de Boubers, 1773
- Pierre-Martial Cibot (et autres auteurs), Mémoires concernant l'histoire, les sciences, les arts, les mœurs, les usages des Chinois, par les missionnaires de Pékin, les PP. Amiot, Bourgeois, Cibot, Poirot, 16 volumes, numérotation : T. 1 (1776) à T. 16 (1814), Paris, Nyon aîné, 1776-1814 (note sur les auteurs : Joseph-Marie Amiot (1718-1793) ; François Bourgeois (1723-1792) ; Pierre-Martial Cibot (1727-1780), Aloys de Poirot (1735-1814))

## Fordítás
- Ez a szócikk részben vagy egészben  a   Pierre-Martial Cibot című angol Wikipédia-szócikk ezen változatának fordításán alapul.  Az eredeti cikk szerkesztőit annak laptörténete sorolja fel. Ez a jelzés csupán a megfogalmazás eredetét és a szerzői jogokat jelzi, nem szolgál a cikkben szereplő információk forrásmegjelöléseként.